# Sampo Ranta
Sampo Ranta, född 31 maj 2000, är en finländsk professionell ishockeyforward som spelar för MoDo Hockey i SHL. Han har tidigare spelat för Minnesota Golden Gophers i National Collegiate Athletic Association (NCAA), Sioux City Musketeers i United States Hockey League (USHL)och Colorado Eagles i American Hockey League (AHL).
Ranta draftades av Colorado Avalanche i tredje rundan i 2018 års draft som 78:e spelare totalt.

## Statistik
| 2016–2017   | Sioux City Musketeers    | USHL        | 30  | 6  | 3  | 9  | 4  | 1 | 0 | 0 | 0 | 0 |
| 2017–2018   | Sioux City Musketeers    | USHL        | 53  | 23 | 14 | 37 | 24 | — | — | — | — | — |
| 2018–2019   | Minnesota Golden Gophers | NCAA        | 36  | 6  | 10 | 16 | 29 | — | — | — | — | — |
| 2019–2020   | Minnesota Golden Gophers | NCAA        | 35  | 12 | 8  | 20 | 10 | — | — | — | — | — |
| 2020–2021   | Colorado Avalanche       | NHL         | —   | —  | —  | —  | —  | 2 | 0 | 0 | 0 | 0 |
|             | Minnesota Golden Gophers | NCAA        | 31  | 19 | 12 | 31 | 10 | — | — | — | — | — |
|             | Colorado Eagles          | AHL         | 14  | 4  | 3  | 7  | 0  | 2 | 1 | 1 | 0 |   |
| NHL totalt  | NHL totalt               | NHL totalt  | —   | —  | —  | —  | —  | 2 | 0 | 0 | 0 | 0 |
| NCAA totalt | NCAA totalt              | NCAA totalt | 102 | 37 | 30 | 67 | 49 | — | — | — | — | — |
| USHL totalt | USHL totalt              | USHL totalt | 83  | 29 | 17 | 46 | 28 | 1 | 0 | 0 | 0 | 0 |

### Internationellt
| Källa: Uppdaterad: 2021-06-12 | Källa: Uppdaterad: 2021-06-12 | Källa: Uppdaterad: 2021-06-12 |         | Utv = Utvisningsminuter | Utv = Utvisningsminuter | Utv = Utvisningsminuter | Utv = Utvisningsminuter | Utv = Utvisningsminuter |
| År                            | Lag                           | Mästerskap                    | Matcher | Mål                     | Assists                 | Poäng                   | Utv                     |                         |
| ----------------------------- | ----------------------------- | ----------------------------- | ------- | ----------------------- | ----------------------- | ----------------------- | ----------------------- | ----------------------- |
| 2017                          | Finland                       | Ivan Hlinka                   | 4       | 1                       | 1                       | 2                       | 0                       |                         |
| 2018                          | Finland                       | U18-VM                        | 7       | 1                       | 1                       | 2                       | 4                       |                         |
| 2020                          | Finland                       | JVM                           | 7       | 0                       | 2                       | 2                       | 14                      |                         |
| Junior totalt                 | Junior totalt                 | Junior totalt                 | 18      | 2                       | 4                       | 6                       | 14                      |                         |